# 4. фебруар
4. фебруар је тридесет пети дан у години у Грегоријанском календару. 330 дана (331 у преступним годинама) остаје у години после овог дана.

## Догађаји
- 960 — Цар Таизу је започео своју владавину у Кини, чиме је почела владавина династије Сунг.
- 1194 — Немачки краљ Хајнрих VI ослободио, уз велику откупнину, енглеског краља Ричарда I Лавље Срце, којег је на повратку из Крсташког рата 1192. заробио аустријски војвода Леополд V.
- 1536 — Француски краљ Франсоа I ушао је у савез с турским султаном Сулејманом I да би се супротставио Хабзбурговцима.
- 1783 — Велика Британија је у Паризу потписала споразум о признању САД, чиме је окончан осмогодишњи Амерички рат за независност.
- 1789 — За првог председника САД изабран је Џорџ Вашингтон, који је у рату за независност од Велике Британије (1775—1783) командовао војском колониста.
- 1804 — Дахије су у Сечи кнезова погубиле неколико најистакнутијих српских народних главара, што је био непосредни повод за избијање Првог српског устанка.
- 1846 — Први мормонски пионири су започели свој егзодус из Новуа у Илиноису на запад према долини Солт Лејк.
- 1861 — Делегати шест одметнутих америчких држава су се у Монтгомерију образовали Конфедеративне Америчке Државе.
- 1899 — Почео је Филипинско-амерички рат када је амерички војник, који је имао наређење да држи побуњенике подаље од логора своје јединице, пуцао на филипонског војника у Манили.
- 1904 — Јапанска ратна морнарица је блокирала руску далекоисточну луку Порт Артур.
- 1938 — Адолф Хитлер је преузео ресор министра рата нацистичке Немачке, а за шефа дипломатије је именовао Јоахима фон Рибентропа.
- 1945 — Черчил, Рузвелт и Стаљин су се састали на Кримској конференцији у Јалти да би се договорили о акцијама за завршетак Другог светског рата и плановима у послератном периоду.
- 1961 — У Анголи је почео устанак против португалске колонијалне власти. Ослободилачки рат окончан је 1974, а у октобру 1975. Ангола је стекла независност.
- 1966 — Приликом пада јапанског путничког авиона Боинг 727 у Токијски залив, погинула су 133 путника и члана посаде.
- 1972 — Велика Британија и девет других земаља признало је Источни Пакистан као независну државу Бангладеш.
- 1974 — Гренада је стекла независност у оквиру Британског комонвелта.
- 1976 —
  - У Гватемали је у земљотресу погинуло 23.000 људи, а милион и по је остало без домова.
  - Главни град Мозамбика Лоренсо Маркеш је преименован у Мапуто.
- 1990 — У терористичком нападу из заседе на аутобус са израелским туристима у Египту погинуло је девет туриста и два египатска полицајца, а 20 особа је рањено.
- 1992 — Венецуелански официр Уго Чавез је извршио неуспешан државни удар против владе председника Карлоса Андреса Переза.
- 1994 — Током босанског рата у сарајевском предграђу Добриња девет људи је погинуло и 15 рањено од артиљеријске гранате. Међу настрадалима, који су чекали у реду за хуманитарну помоћ, било је и троје деце.
- 1997 — У снажној олуји сударила су се два војна израелска транспортна хеликоптера типа "CX-53 Сикорски" који су превозили елитне јединице. Погинула су 73 војника.
- 1998 — У земљотресу који је погодио област Рустака у северној авганистанској провинцији Тахар погинуло је најмање 4.500 људи.
- 2000 — Формирање нове аустријске коалиционе владе са екстремно десничарском Слободарском странком Јерга Хајдера изазвало је протесте у Бечу и другим местима у Аустрији. Израелски амбасадор напустио је Беч, а Европска унија је увела политичке санкције Аустрији.
- 2003 — Оба већа југословенског парламента изгласали су Уставну повељу и Закон о њеном спровођењу, чиме је престала да постоји Савезна Република Југославија. Нова држава добила је име Државна заједница Србија и Црна Гора.
- 2004 — Четири студента Харварда су основала друштвену мрежу Фејсбук из своје собе у студентском дому.
- 2006 —
  - Неколико хиљада људи, огорчени због објављивања карикатура Мухамеда у данским новинама, спалили су амбасаде Данске и Норвешке у Дамаску у Сирији.
  - Дански премијер Андерс Фог Расмусен обратио се путем арапске телевизијске станице Ал-Арабија становницима исламских земаља поводом спорних карикатура посланика Мухамеда које су објављене у једним данским новинама.
  - Међународна атомска организација (ИАА) одлучила да пријави Иран Већу сигурности због наводне намере производње нуклеарног оружја.
  - Отворене 20. Зимске олимпијске игре у италијанском граду Торину. Трајале су до 26. фебруара, а такмичило се око две и по хиљаде спортиста из 80 земаља.

## Рођења
- 1688 — Пјер Мариво, француски књижевник. (прем. 1763)[1]
- 1746 — Тадеуш Кошћушко, пољски национални јунак. (прем. 1817)[2]
- 1815 — Јосип Јурај Штросмајер, хрватски бискуп, политичар, културни делатник и писац. (прем. 1905)[3]
- 1871 — Фридрих Еберт, немачки политичар. (прем. 1925)[4]
- 1872 — Гоце Делчев, македонско-бугарски револуционар. (прем. 1903)
- 1881 — Фернан Леже, француски сликар. (прем. 1955)[5]
- 1897 — Лудвиг Ерхард, немачки политичар и економиста. (прем. 1977)[6]
- 1881 — Климент Ворошилов, совјетски војни командант и политичар. (прем. 1969)[7]
- 1900 — Жак Превер, француски песник и сценариста. (прем. 1977)[8]
- 1902 — Чарлс Линдберг, амерички пилот, први човек који је самостално прелетео Атлантик (1927). (прем. 1974)[9]
- 1903 — Александер Имич, амерички доктор психологије, хемичар и суперстогодишњак. (прем. 2014)[10]
- 1906 — Клајд Томбо, амерички астроном. (прем. 1997)[11]
- 1908 — Предраг Милосављевић, српски сликар, правник, дипломата, драматург и академик. (прем. 1987)[12]
- 1913 — Роза Паркс, афроамеричка активисткиња за људска права и кројачица. (прем. 2005)[13]
- 1914 — Владимир Дедијер, академик, историчар, публициста новинар и учесник Народноослободилачке борбе. (прем. 1990)[14]
- 1918 — Ајда Лупино, енглеско-америчка глумица, певачица, редитељка и продуценткиња. (прем. 1995)[15]
- 1921 — Бети Фридан, америчка феминисткиња и политичка активисткиња. (прем. 2006)[16]
- 1922 — Јакоб Савиншек, југословенски и словеначки вајар и песник. (прем. 1961)[17]
- 1923 — Конрад Бејн, канадско-амерички глумац и комичар. (прем. 2013)[18]
- 1926 — Ђула Грошич, мађарски фудбалски голман и фудбалски тренер. (прем. 2014)[19]
- 1930 — Борислав Пекић, српски књижевник, драматург, сценариста, академик и политички активиста. (прем. 1992)[20]
- 1931 — Изабела Перон аргентинска политичарка, председница Аргентине (1974—1976).[21]
- 1932 — Енгелина Сергејевна Смирнова, руски је историчар уметности, универзитетски професор и инострани члан САНУ.[22]
- 1940 — Џорџ Ромеро, амерички редитељ, сценариста, глумац, писац и монтажер. (прем. 2017)[23]
- 1946 — Уснија Реџепова, македонско-српска певачица. (прем. 2015)[24]
- 1947 — Ден Квејл, амерички политичар, 44. потпредседник САД.[25]
- 1948 — Алис Купер, амерички музичар.[26]
- 1951 — Патрик Бергин, ирски глумац.
- 1960 — Џенет Голдстин, америчка глумица.[27]
- 1963 — Пирмин Цурбриген, швајцарски алпски скијаш.[28]
- 1964 — Олег Протасов, украјински фудбалер и фудбалски тренер.[29]
- 1973 — Оскар де ла Хоја, амерички боксер.[30]
- 1975 — Натали Имбруља, аустралијска музичарка и глумица.
- 1977 — Гавин Дегро, амерички музичар.[31]
- 1978 — Омер Онан, турски кошаркаш.[32]
- 1981 — Џејсон Капоно, амерички кошаркаш.[33]
- 1983 — Миљан Пуповић, српски кошаркаш.[34]
- 1987 — Луција Шафаржова, чешка тенисерка.[35]
- 1990 — Наиро Кинтана, колумбијски бициклиста.[36]

## Смрти
- 211 — Септимије Север, римски цар. (рођ. 146)[37]
- 708 — Папа Сисиније. (рођ. 650)[38]
- 869 — Ћирило, византијски мисионар (апостол Словена) и хришћански светац (рођ. 827).
- 1498 — Антонио Полајуоло, италијански сликар, вајар, графичар и златар. (рођ. 1429. или 1433)[39]
- 1901 — Светозар Милетић, српски политичар. (рођ. 1826)[40]
- 1927 — Јанко Вукотић, сердар и армијски генерал у војскама Књажевине и Краљевине Црне Горе. (рођ. 1866)[41]
- 1928 — Хендрик Антон Лоренц, холандски физичар. (рођ. 1853)[42]
- 1940 — Николај Јежов, совјетски политичар и обавештајац. (рођ. 1895)[43]
- 1946 — Милан Недић, генерал, председник марионетске српске владе. (рођ. 1878)[44]
- 1980 — Стојан Аралица, српски сликар. (рођ. 1883)[45]
- 1986 — Бранко Пешић, политичар и државник, председник Скупштине града Београда. (рођ. 1922)[46]
- 1995 — Патриша Хајсмит, америчка књижевница. (рођ. 1921)[47]
- 2001 — Драган Максимовић, српски глумац. (рођ. 1949)[48]
- 2006 — Бети Фридан, америчка феминисткиња и политичка активисткиња. (рођ. 1921)[16]
- 2008 — Варвара Божић, српска игуманија Манастира Тавне. (рођ. 1921)
- 2016 — Драгољуб Живојиновић, српски историчар, доктор историјских наука, универзитетски професор и академик САНУ. (рођ. 1934)[49]
- 2016 — Едгар Мичел, амерички астронаут, уфолог и парапсихолог. (рођ. 1930)[50]
- 2019 — Даринка Јандрић, српска стогодишњакиња. (рођ. 1910)[51]

## Празници и дани сећања
- Српска православна црква слави:
  - Светог апостола Тимотеја
  - Преподобног мученика Анастасија
- Светски дан борбе против рака